# Estola seriata
Estola seriata là một loài bọ cánh cứng trong họ Cerambycidae.